# Pakistanische Cricket-Nationalmannschaft in Neuseeland in der Saison 2014/15
Die Tour der pakistanischen Cricket-Nationalmannschaft nach Neuseeland in der Saison 2014/15 fand vom 31. Januar bis zum 3. Februar 2015 statt. Die internationale Cricket-Tour war Teil der internationalen Cricket-Saison 2014/15. Die Tour stand im Zeichen der Vorbereitung für den im folgenden März startenden Cricket World Cup und bestand daher ausschließlich aus einer Serie von zwei ODIs, die Neuseeland 2-0 gewann.

## Vorgeschichte

### Einordnung
Beide Mannschaften trugen eine vollständige Tour im November 2014 in den Vereinigten Arabischen Emiraten gegeneinander aus. Da Neuseeland Mitausrichter des World Cups war, war es für Pakistan sehr attraktiv eine weitere Tour gegen Neuseeland auszutragen. Zwischen den beiden Touren trug Neuseeland eine weitere Heimtour gegen Sri Lanka aus, die erst kurz vor den Spielen dieser Tour beendet war.

## Stadien
Die folgenden Stadien wurden für die Tour als Austragungsort vorgesehen und am 3. Juni 2014 festgelegt.
| Stadion         | Stadt      | Kapazität | Spiele |
| --------------- | ---------- | --------- | ------ |
| McLean Park     | Napier     | 22.500    | 2. ODI |
| Westpac Stadium | Wellington | 33.000    | 1. ODI |

## Kader
| Neuseeland | Pakistan |
| --- | --- |
| - Brendon McCullum (K & wk) - Kane Williamson (VK) - Corey Anderson - Trent Boult - Grant Elliott - Martin Guptill - Tom Latham (wk) - Mitchell McClenaghan - Nathan McCullum - Kyle Mills - Adam Milne - Luke Ronchi (wk) - Tim Southee - Ross Taylor - Daniel Vettori | - Misbah-ul-Haq (K) - Shahid Afridi (VK) - Ahmed Shezad - Bilawal Bhatti - Ehsan Adil - Haris Sohail - Mohammad Hafeez - Mohammad Irfan - Sarfaraz Ahmed (wk) - Sohaib Maqsood - Sohail Khan - Umar Akmal (wk) - Wahab Riaz - Yasir Shah - Younis Khan |

## Tour Matches
| 25. Januar Scorecard | Lincoln | Pakistanis 313 (49.3)          | – | New Zealand Board President's XI 317-4 (49.2) |
|                      |         | NZLB XI gewinnen mit 6 Wickets |   |                                               |

| 27. Januar Scorecard | Lincoln | Pakistanis 267-7 (50)         | – | New Zealand Board President's XI 269-9 (49.5) |
|                      |         | NZLB XI gewinnen mit 1 Wicket |   |                                               |

## One-Day Internationals

### Erstes ODI in Wellington
| 31. Januar Scorecard | Wellington | Pakistan 210 (45.3)              | – | Neuseeland 213-3 (39.3) |
|                      |            | Neuseeland gewinnt mit 7 Wickets |   |                         |

### Zweites ODI in Napier
| 3. Februar Scorecard | Napier | Neuseeland 369-5 (50)           | – | Pakistan 250 (43.1) |
|                      |        | Neuseeland gewinnt mit 119 Runs |   |                     |

## Statistiken
Die folgenden Cricketstatistiken wurden bei dieser Tour erzielt.
| ODIs            | ODIs       | ODIs    | ODIs    | ODIs    | ODIs    | ODIs    | ODIs    | ODIs    |
| Batting         | Batting    | Batting | Batting | Batting | Batting | Batting | Batting | Batting |
| Spieler         | Mannschaft | Spiele  | Innings | Runs    | Average | HS      | 100s    | 50s     |
| --------------- | ---------- | ------- | ------- | ------- | ------- | ------- | ------- | ------- |
| Ross Taylor     | Neuseeland | 2       | 2       | 161     |         | 102*    | 1       | 1       |
| Martin Guptill  | Neuseeland | 2       | 2       | 115     | 57,50   | 76      | 0       | 1       |
| Kane Williamson | Neuseeland | 1       | 1       | 112     | 112,00  | 112     | 1       | 0       |
| Misbah-ul-Haq   | Pakistan   | 2       | 2       | 103     | 51,50   | 58      | 0       | 1       |
| Grant Elliott   | Neuseeland | 2       | 2       | 92      | 92,00   | 64*     | 0       | 1       |
| Bowling         |            |         |         |         |         |         |         |         |
| Spieler         | Mannschaft | Spiele  | Overs   | Wickets | Average | BBI     | 5W      | 10W     |
| Grant Elliott   | Neuseeland | 2       | 8.3     | 5       | 12,20   | 3/26    | 0       | 0       |
| Trent Boult     | Neuseeland | 2       | 17.1    | 3       | 20,00   | 2/25    | 0       | 0       |
| Adam Milne      | Neuseeland | 2       | 18      | 3       | 31,66   | 2/52    | 0       | 0       |
| Mohammed Irfan  | Pakistan   | 2       | 20      | 3       | 37,33   | 2/52    | 0       | 0       |
| Kyle Mills      | Neuseeland | 1       | 10      | 2       | 14,50   | 2/29    | 0       | 0       |
| Corey Anderson  | Neuseeland | 1       | 6       | 2       | 23,50   | 2/47    | 0       | 0       |
| Tim Southee     | Neuseeland | 1       | 8       | 2       | 26,00   | 2/52    | 0       | 0       |
| Nathan McCullum | Neuseeland | 2       | 11      | 2       | 35,00   | 2/33    | 0       | 0       |
| Shahid Afridi   | Pakistan   | 2       | 20      | 2       | 48,00   | 1/39    | 0       | 0       |

## Player of the Match
Als Player of the Match wurden die folgenden Spieler ausgezeichnet.
| Spiel  | Player of the Match |
| ------ | ------------------- |
| 1. ODI | Grant Elliott       |
| 2. ODI | Kane Williamson     |